# Ellen Tomek
Ellen Tomek (Flint, 1 de mayo de 1984) es una deportista estadounidense que compitió en remo.
Ganó dos medallas en el Campeonato Mundial de Remo, en los años 2017 y 2018.
Participó en tres Juegos Olímpicos de Verano, entre los años 2008 y 2020, ocupando el quinto lugar en Pekín 2008 y el sexto en Río de Janeiro 2016, en la prueba de doble scull.

## Palmarés internacional
| Campeonato Mundial | Campeonato Mundial        | Campeonato Mundial | Campeonato Mundial |
| Año                | Lugar                     | Medalla            | Prueba             |
| ------------------ | ------------------------- | ------------------ | ------------------ |
| 2017               | Sarasota (Estados Unidos) | Medalla de plata   | Doble scull        |
| 2018               | Plovdiv (Bulgaria)        | Medalla de bronce  | Doble scull        |